# Saint-Germain-sur-Rhône
Pour les articles homonymes, voir Saint-Germain.
Saint-Germain-sur-Rhône est une commune française située dans le département de la Haute-Savoie, en région Auvergne-Rhône-Alpes.

## Géographie
Saint-Germain-sur-Rhône se situe sur le plateau de la Semine au-dessus du Rhône.

## Urbanisme

### Typologie
Au 1er janvier 2024, Saint-Germain-sur-Rhône est catégorisée commune rurale à habitat dispersé, selon la nouvelle grille communale de densité à sept niveaux définie par l'Insee en 2022.
Elle est située hors unité urbaine. Par ailleurs la commune fait partie de l'aire d'attraction de Genève - Annemasse (partie française), dont elle est une commune de la couronne,. Cette aire, qui regroupe 158 communes, est catégorisée dans les aires de 700 000 habitants ou plus (hors Paris),.

### Occupation des sols
L'occupation des sols de la commune, telle qu'elle ressort de la base de données européenne d’occupation biophysique des sols Corine Land Cover (CLC), est marquée par l'importance des forêts et milieux semi-naturels (61,6 % en 2018), une proportion sensiblement équivalente à celle de 1990 (61,9 %). La répartition détaillée en 2018 est la suivante : 
forêts (61,6 %), zones agricoles hétérogènes (16,8 %), prairies (15,5 %), eaux continentales (5,8 %), terres arables (0,2 %).
L'IGN met par ailleurs à disposition un outil en ligne permettant de comparer l’évolution dans le temps de l’occupation des sols de la commune (ou de territoires à des échelles différentes). Plusieurs époques sont accessibles sous forme de cartes ou photos aériennes : la carte de Cassini (XVIIIe siècle), la carte d'état-major (1820-1866) et la période actuelle (1950 à aujourd'hui).

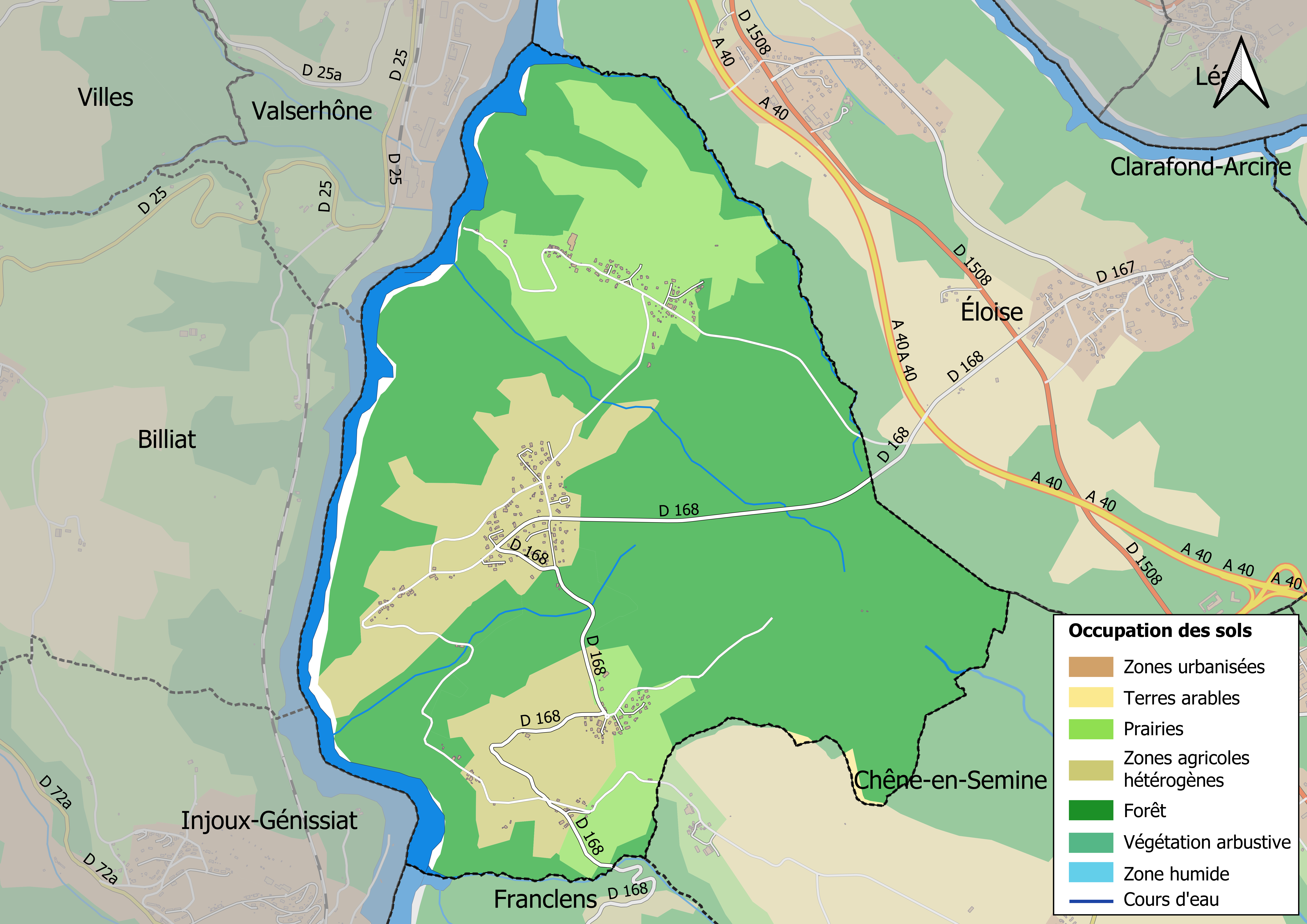
Carte des infrastructures et de l'occupation des sols en 2018 (CLC) de la commune.
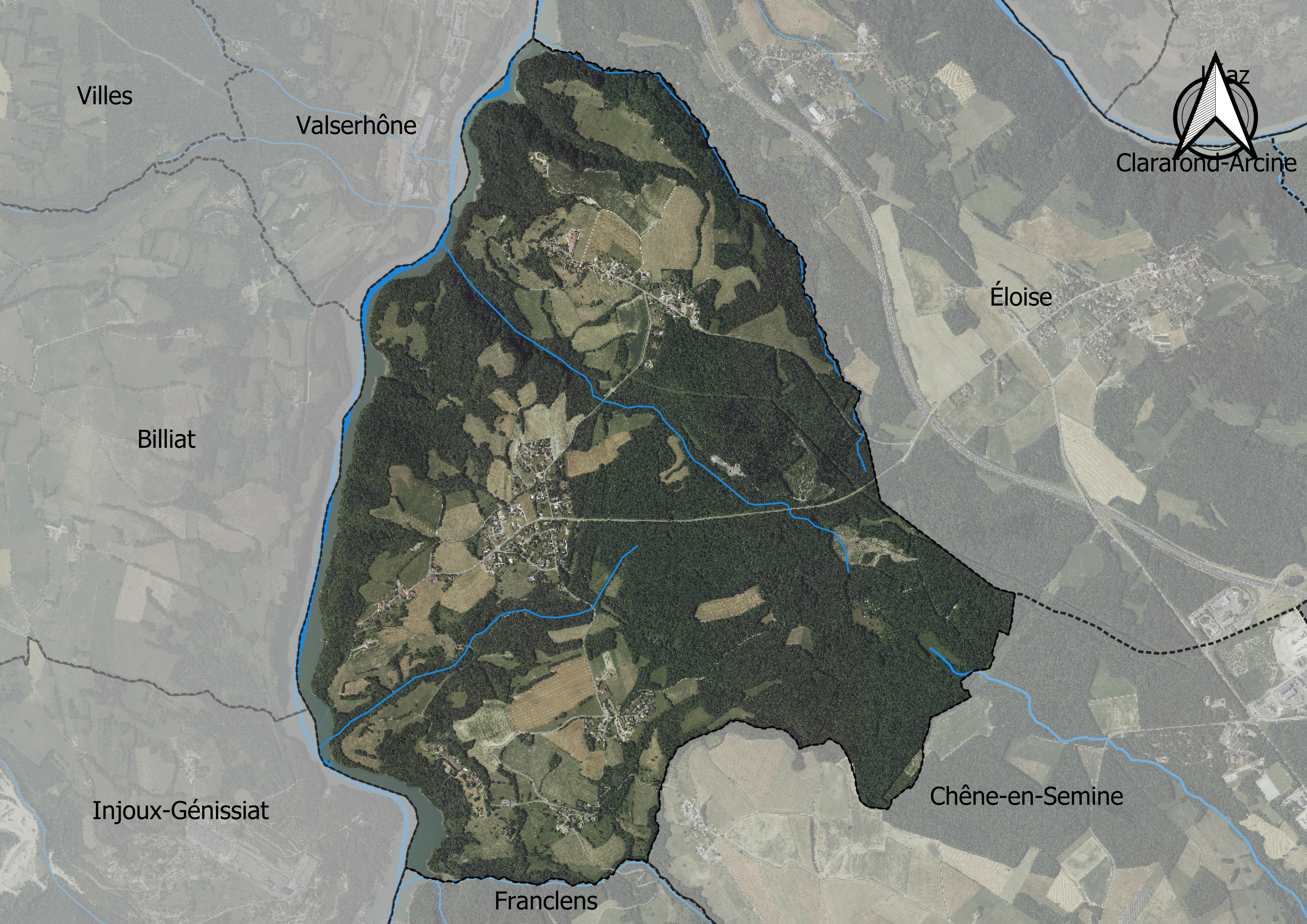
Carte orthophotogrammétrique de la commune.

## Toponymie
Le toponyme Saint-Germain-sur-Rhône provient du nom d'un saint Germain, peut-être le saint local Germain de Talloires mais sans certitude. Afin de le différencier des autres localités, il lui a été associé le nom du fleuve, le Rhône, qui coule à proximité. Ce toponyme est définitif depuis 1860.
Les mentions de la commune sont pour la paroisse Si Germani (vers 1344), Saint-Germain-sur-Roche (1762), puis simplement Saint-Germain jusqu'en 1801,. On trouve ensuite Saint-Germain-en-Sémine, puisqu'elle se situe dans la région naturelle de la Semine, entre 1801 et 1815, suivi de Saint-Germain-sur-Rhône jusqu'en 1818,. À nouveau, le nom devient  Saint-Germain jusqu'à la réunion de la Savoie à la France, en 1860,.
En francoprovençal, le nom de la commune s'écrit San-Zharmin, selon la graphie de Conflans.

## Histoire

### Fait-divers
Le 12 octobre 2015, une fourgonnette incendiée contenant deux corps calcinés est découverte sur un chemin forestier situé à environ deux kilomètres de la commune,,.

## Politique et administration
| Période                                  | Période   | Identité        | Étiquette | Qualité |
| ---------------------------------------- | --------- | --------------- | --------- | ------- |
| mars 2001                                | mars 2008 | Eugène Hacquard | ...       | ...     |
| mars 2008                                | En cours  | Alain Lambert   | ...       | ...     |
| Les données manquantes sont à compléter. |           |                 |           |         |

## Population et société

### Démographie
Les habitants sont appelés les  Saint-Germinois(e)s.
L'évolution du nombre d'habitants est connue à travers les recensements de la population effectués dans la commune depuis 1793. Pour les communes de moins de 10 000 habitants, une enquête de recensement portant sur toute la population est réalisée tous les cinq ans, les populations de référence des années intermédiaires étant quant à elles estimées par interpolation ou extrapolation. Pour la commune, le premier recensement exhaustif entrant dans le cadre du nouveau dispositif a été réalisé en 2005.

En 2022, la commune comptait 644 habitants, en évolution de +25,29 % par rapport à 2016 (Haute-Savoie : +6,01 %, France hors Mayotte : +2,11 %).
| 1793 | 1800 | 1806 | 1822 | 1838 | 1848 | 1858 | 1861 | 1866 |
| ---- | ---- | ---- | ---- | ---- | ---- | ---- | ---- | ---- |
| 298  | 320  | 328  | 400  | 384  | 389  | 376  | 368  | 396  |

| 1872 | 1876 | 1881 | 1886 | 1891 | 1896 | 1901 | 1906 | 1911 |
| ---- | ---- | ---- | ---- | ---- | ---- | ---- | ---- | ---- |
| 384  | 348  | 375  | 343  | 330  | 300  | 287  | 247  | 203  |

| 1921 | 1926 | 1931 | 1936 | 1946 | 1954 | 1962 | 1968 | 1975 |
| ---- | ---- | ---- | ---- | ---- | ---- | ---- | ---- | ---- |
| 175  | 151  | 128  | 124  | 134  | 126  | 103  | 84   | 169  |

| 1982 | 1990 | 1999 | 2005 | 2006 | 2010 | 2015 | 2020 | 2022 |
| ---- | ---- | ---- | ---- | ---- | ---- | ---- | ---- | ---- |
| 187  | 230  | 305  | 373  | 372  | 410  | 507  | 617  | 644  |

### Médias
- Télévision locale : TV8 Mont-Blanc.

## Culture et patrimoine

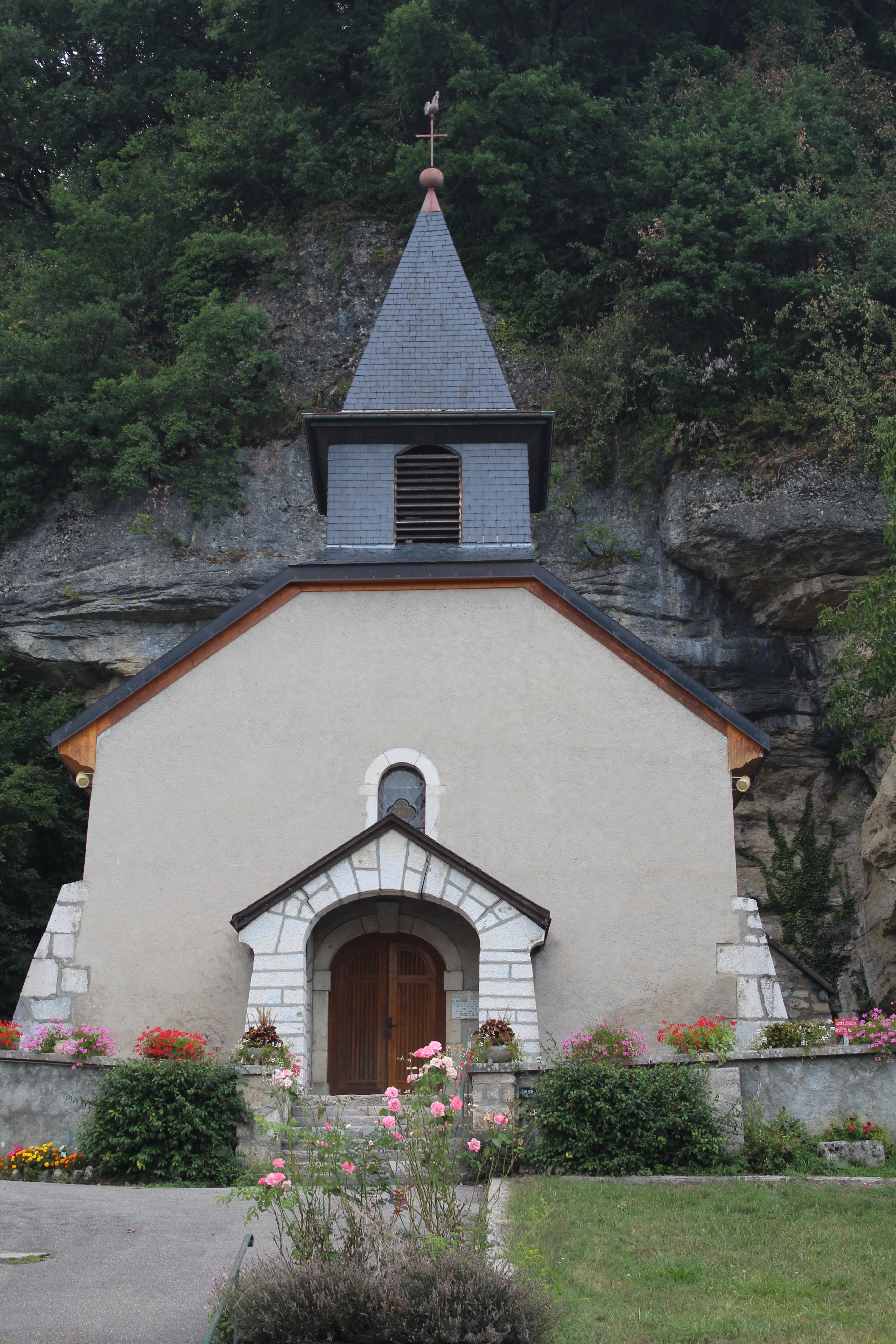
Église Saint-Germain.

### Lieux et monuments
- L'église dédiée à saint Germain d'Auxerre, édifiée dans le style roman, restaurée au XIXe siècle et 1962. L'édifice a été adossé au rocher avant d'en être « détachée » lors de la suppression de la sacristie. Au XIXe siècle, son toit était encore recouvert de chaume.
- Le château de Beaumont, situé au hameau éponyme, mentionné en 1442.